# Morne Morel
Morne Morel är ett berg i Guadeloupe (Frankrike). Det ligger i den södra delen av Guadeloupe, 21 km sydost om huvudstaden Basse-Terre. Toppen på Morne Morel är 446 meter över havet. Morne Morel ligger på ön Terre-de-Haut.
Terrängen runt Morne Morel är platt söderut, men åt sydväst är den kuperad.  Närmaste större samhälle är Trois-Rivières, 13,6 km nordväst om Morne Morel. 